# South Street (Manhattan)
South Street est une rue du Lower Manhattan à New York.

## Situation et accès
Située immédiatement à proximité de l'East River, elle longe les quais, entre Whitehall Street et Jackson Street, près du Williamsburg Bridge. On y trouve de nombreux immeubles de bureaux, ainsi que le New York City Police Museum.

## Origine du nom
Le nom de « South Street » provient de sa position géographique, car elle s'étend le long de la rive sud de Manhattan, au bord de l'East River.

## Historique
La berge de l'East River dans le Lower Manhattan a joué un rôle important dans le développement de New York. En 1625, la compagnie hollandaise Dutch West India Company y établit un comptoir ; les Hollandais y ont construit des quais qui ont permis le développement du commerce maritime. South Street a été construite à la fin du XVIIe siècle.

## Bâtiments remarquables et lieux de mémoire

### Dans la culture populaire
South Street a servi de décor à plusieurs films, dont Une poignée de neige (A Hatful of Rain) en 1957 et Le Port de la drogue (Pickup on South Street) en 1953.